# 奶精

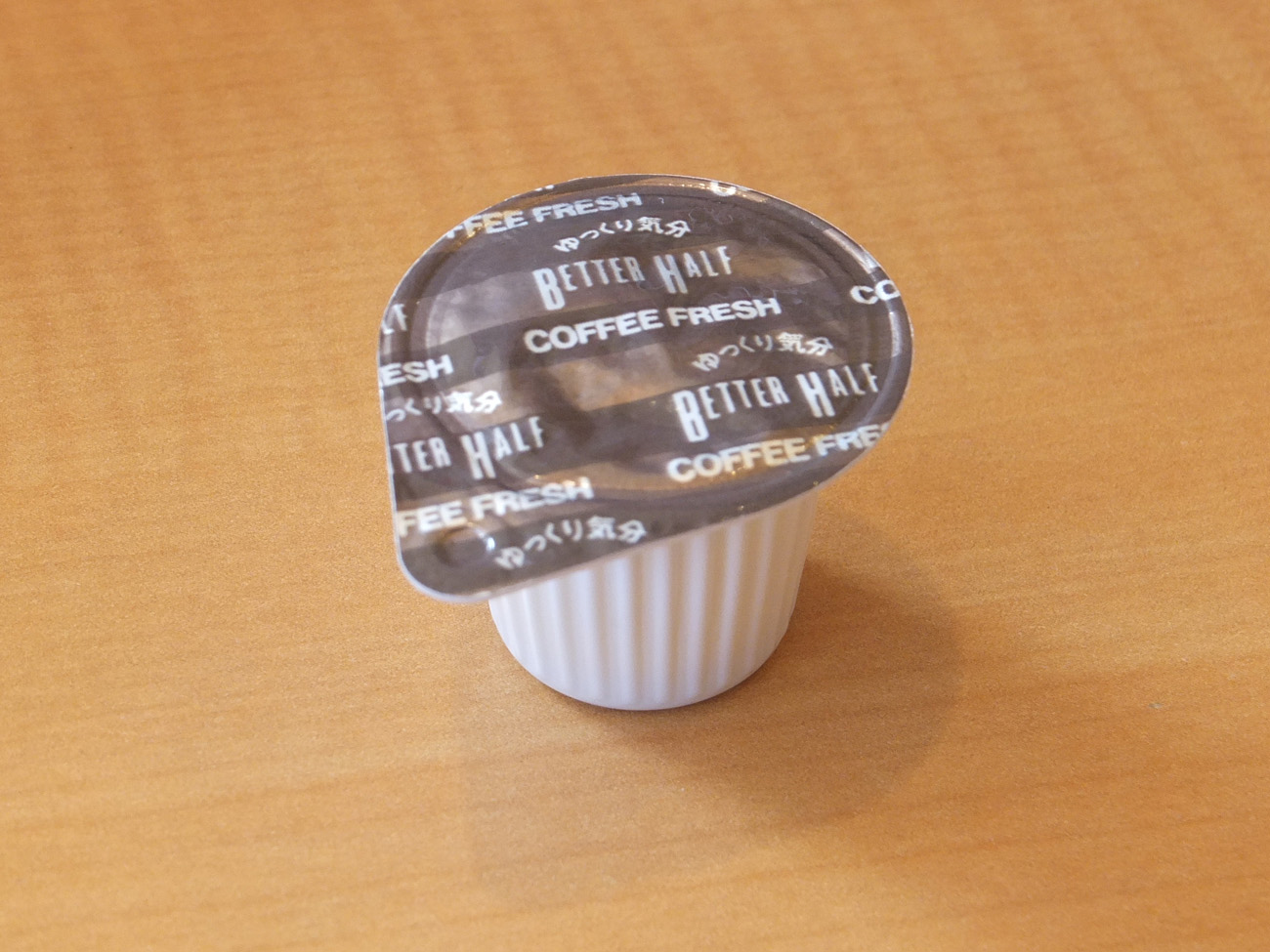

奶精（英語：Non-dairy creamer）是一種用來添加於咖啡、紅茶裡或者淋於果凍、茶凍、龜苓膏上方，用來增加食物風味以及滑順口感的產品。另外奶精粉會沖成液體，如加珍珠與茶，即成珍珠奶茶。
奶精通常作白色液態或粉狀。液態的奶精通常被包裝在小型塑膠容器中，又稱「奶油球」、「植脂奶」，使用時撕開上方包裝紙倒出。粉狀的奶精，又稱「植脂末」，可能是罐裝或者分裝成小包裝，以便使用。

## 成分
奶精的主要成分是氫化植物油、玉米糖漿、酪蛋白、香料、食用色素等，酪蛋白是從乳加工產生的乳蛋白製品。磷酸氫二鉀也可見於奶精的成分之中。使用氫化植物油成分的奶精，含有許多反式脂肪酸，可能增加罹患心肌梗塞、動脈硬化等心血管疾病的機率。有些廠商為了健康取向，將油脂改用非氫化油脂，較沒有反式脂肪含量的問題。